# José Canalejas
José Canalejas y Méndez (ur. 31 lipca 1854 w Ferrol, zm. 12 listopada 1912 w Madrycie) – hiszpański polityk, działacz Partii Liberalnej, premier Hiszpanii od 1910 do śmierci w 1912 roku.
W 1881 został deputowanym do Kortezów. Był ministrem: prac publicznych (1888), sprawiedliwości (1888-1890), finansów (1894–1895) oraz rolnictwa, przemysłu i handlu (1902). Od 1910 pełnił funkcję premiera Hiszpanii. Canalejas był zwolennikiem przeprowadzania w kraju liberalnych reform, wymierzonych w dużym stopniu w uprawnienia Kościoła. Wprowadzona przez niego ustawa, zakazująca zakładania w Hiszpanii nowych zgromadzeń zakonnych wywołała ostry spór z Watykanem. Canalejas przeciwstawiał się również zdecydowanie działalności ruchu robotniczego. Jego polityka poróżniła go zarówno z konserwatystami, jak i radykalnymi działaczami ruchu robotniczego i spowodowała spadek jego popularności. 12 listopada 1912 został zamordowany przez anarchistę Manuela Pardiñasa.